# Running with the Night
«Running with the Night» — песня американского поп-исполнителя Лайонела Ричи, ставшая 2-м синглом с его второго сольного альбома Can't Slow Down.
Сингл вошёл в Top-10 американского чарта Billboard Hot 100 достигнув № 7 в 1984 году, был № 6 в Adult contemporary и № 6 в R&B charts. В Великобритании «Running with the Night» достиг № 9 в январе 1984 года в UK Singles Chart.
Песня была номинирована на «Грэмми» в категории Лучшее мужское вокальное поп-исполнение.
Гитарное соло исполнил американский гитарист Стивен Люкатер из группы Toto.

## Чарты
| Чарт (1983)                 | Высшая позиция |
| --------------------------- | -------------- |
| Нидерланды (Single Top 100) | 8              |

| Чарт (1984)                           | Высшая позиция |
| ------------------------------------- | -------------- |
| Австралия (Kent Music Report)         | 24             |
| Бельгия/Фландрия (Ultratop 50)        | 10             |
| (VRT Top 30 Flanders)                 | 7              |
| Канада (Canada Adult Contemporary)    | 1              |
| Канада (CHUM)                         | 9              |
| Германия (GfK)                        | 33             |
| Ирландия (IRMA)                       | 17             |
| Нидерланды (Dutch Top 40)             | 7              |
| Новая Зеландия (Recorded Music NZ)    | 33             |
| Польша (ZPAV)                         | 35             |
| Великобритания (OCC UK Singles)       | 9              |
| США (Billboard Hot 100)               | 7              |
| США (Billboard Adult Contemporary)    | 6              |
| США (Billboard Hot R&B/Hip-Hop Songs) | 6              |
| США Cash Box                          | 9              |

| Чарт (1984)          | Ранг |
| -------------------- | ---- |
| US Billboard Hot 100 | 53   |
| US Cash Box Top 100  | 71   |